# Filografia
La Filografia (composto da philos e graphia: scrittura. Propr. "amore per la scrittura") è lo studio e collezionismo di tutte le tracce relative alla scrittura, dai caratteri sumeri alle lettere inviate nello Spazio, dalle pergamene medievali alla dematerializzazione della parola scritta nei messaggi di posta elettronica e negli SMS. Ogni reperto filografico non è dunque il singolo testimone di un'epoca, di una cultura o di una civiltà, ma è il puzzle per ricomporre la civiltà della scrittura. La storia della parola scritta, inevitabilmente, si muove trasversalmente ad altre forme di collezionismo e di studio storicamente più conosciute: la storia postale, la prefilatelia e la filatelia stessa. Attraverso la raccolta, lo studio e l'analisi di antiche missive nella loro complessità (la tipologia, il contenuto, il francobollo, l'annullo postale) è, infatti, possibile ricostruire straordinari frammenti della nostra storia.
Il neologismo nasce, in questa accezione, in seno alla casa editrice Bolaffi che nel 2007 ha pubblicato il catalogo "Forum. Catalogo della filografia e della filatelia" e ha inaugurato il Museo della filografia e della comunicazione. Nel 2008 è dato alle stampe un bel volume che traccia i temi fondamentali della filografia elogiandone non solo il profilo collezionistico, ma anche quello storico (vedi bibliografia).
La parola è poi stata colta a più riprese anche dai media.
Nel 2008 l'editore Ibiskos ha pubblicato il giallo di Marco Nundini, "Vite corsive"; ne è protagonista "il filografo", studioso dei testi scritti del passato.